# Eremo di Sant'Onofrio (Calabria)
L'eremo di Sant'Onofrio è una chiesa situata nell'entroterra di Rossano del comune di Corigliano-Rossano.
Annualmente, la terza domenica di maggio, vi si tiene una festa molto sentita dalla popolazione rossanese e dai dintorni.